# Autophila perornata
Autophila perornata là một loài bướm đêm trong họ Erebidae.